# Луїза де Корсель
Луїза-Оноре-Франсуаза Польє де Корсель, народжена як Луїза-Оноре-Франсуаза де Соссюр де Бершер (фр. Louise de Corcelles; 21 березня 1726, Лозанна — 26 лютого 1796, Лозанна) — швейцарська пастельна портретистка та декоративна художниця у кантоні Во.

## Життєпис
Луїза де Корсель була дочкою Давида де Соссюра, барона Берчера, офіцера на службі Франції, біржового маклера та члена Малої ради Лозанни. Її матір'ю була Анжеліка Маннліх де Беттенс, дочка Жоржа Маннліха, також офіцера на службі Франції та члена Бернської ради двохсот.
Про раннє життя Луїзи відомо небагато. Вона була кузиною родини Констан де Ребек і спочатку закохалася в кузена Філіпа де Констана, але не могла вступити з ним у шлюб через місцеві закони. У 1754 році вона взяла шлюб із Етьєном д'Обонном, полковником голландської армії, який помер у 1759 році. У 1767 році вона взяла шлюб із Джонатаном Польє де Сен-Жерменом, сеньйором Корселя і підбургомістром Лозанни. З другим чоловіком вона проводила зими в своєму будинку на площі Сен-Франсуа в Лозанні, а літо — або в своєму замку в Корсель-ле-Жора, або в Провансі, або в курортному місті Пломб'єр в Ельзасі.

Вілла Мон Репо в Лозанні

Луїза де Корсель мала музичний талант і талант до малювання. Вона регулярно малювала портрети родичів і друзів. Її пастелі були відомі своєю живописною якістю, як свідчить Розалі де Констан: «Вона малювала і писала з справжнім талантом, завжди вловлювала схожість і вкладала в свої портрети дух, характер своїх моделей». Ізабель де Шар'єр також відзначає її в деяких своїх листах як пастелістку. Однак багато її творів сьогодні або втрачені, або не ідентифіковані і відомі лише завдяки таким згадкам у листах. Збережена кореспонденція де Корсель, зокрема з Саломоном і Катрін де Шарьєр де Севері, дає додаткове глибоке уявлення про життя аристократів Лозанни у другій половині XVIII століття.
Окрім портретів у пастельних тонах, де Корсель відома як декораторка, яка, серед іншого, спроєктувала приватний театр свого двоюрідного брата, маркіза де Лангаллері, у його замку в Лозанні під назвою Mon Repos. Театр у замку Mon Repos, спроектований де Корсель, був важливим культурним центром Лозанни свого часу, де проходили такі постановки, як «Заїр», режисований Вольтером, який іноді сам там виступав.